# Double hommes de badminton aux Jeux européens de 2019
Pour un article plus général, voir Badminton aux Jeux européens de 2019.
Navigation
Bakou 2015 Cracovie 2023
Le tournoi de double hommes de badminton aux Jeux européens de 2019 de Minsk se déroule au Falcon Club du 24 au 29 2019.

## Format de la compétition
La compétition se déroule en 2 parties : une phase de poule et, à l'issue de celle-ci, une série de matches à élimination directe jusqu'à la finale.

## Têtes de séries
| N° | Joueurs                               | Résultat        | Derniers adversaires                  |
| -- | ------------------------------------- | --------------- | ------------------------------------- |
| 1. | Kim Astrup / Anders Skaarup Rasmussen | Finale          | Marcus Ellis / Chris Langridge        |
| 2. | Marcus Ellis / Chris Langridge        | Victoire        | Kim Astrup / Anders Skaarup Rasmussen |
| 3. | Vladimir Ivanov / Ivan Sozonov        | Demi-finale     | Kim Astrup / Anders Skaarup Rasmussen |
| 4. | Mark Lamsfuß / Marvin Emil Seidel     | Quart de finale | Jelle Maas / Robin Tabeling           |

## Phase de poules
Qualifiés pour les quarts de finale.

### Groupe A
|   | Paires                                    | MJ      | G       | P       | SG      | SP      | Pts     |
| - | ----------------------------------------- | ------- | ------- | ------- | ------- | ------- | ------- |
| 1 | Kim Astrup / Anders Skaarup Rasmussen (1) | 2       | 2       | 0       | 4       | 0       | 2       |
| 2 | Jelle Maas / Robin Tabeling               | 2       | 1       | 1       | 2       | 2       | 1       |
| 3 | Giovanni Greco / Kevin Strobl             | 2       | 0       | 2       | 0       | 4       | 0       |
| - | Miłosz Bochat / Adam Cwalina              | Abandon | Abandon | Abandon | Abandon | Abandon | Abandon |

| Date    | Paire 1                               | Score               | Paire 2                       |
| ------- | ------------------------------------- | ------------------- | ----------------------------- |
| 24 juin | Giovanni Greco / Kevin Strobl         | 15-21, 11-21        | Jelle Maas / Robin Tabeling   |
| 24 juin | Kim Astrup / Anders Skaarup Rasmussen | 20-22, 21-10, 21-14 | Miłosz Bochat / Adam Cwalina  |
| 25 juin | Kim Astrup / Anders Skaarup Rasmussen | 21-15, 21-7         | Giovanni Greco / Kevin Strobl |
| 25 juin | Miłosz Bochat / Adam Cwalina          | 21-18, 19-21, 13-2  | Jelle Maas / Robin Tabeling   |
| 26 juin | Kim Astrup / Anders Skaarup Rasmussen | 22-20, 21-12        | Jelle Maas / Robin Tabeling   |
| 26 juin | Miłosz Bochat / Adam Cwalina          | 18-21, ab.          | Giovanni Greco / Kevin Strobl |

### Groupe B
|   | Paires                             | MJ | G | P | SG | SP | Pts |
| - | ---------------------------------- | -- | - | - | -- | -- | --- |
| 1 | Marcus Ellis / Chris Langridge (2) | 3  | 3 | 0 | 6  | 0  | 3   |
| 2 | Thom Gicquel / Ronan Labar         | 3  | 2 | 1 | 4  | 2  | 2   |
| 3 | Joshua Magee / Paul Reynolds       | 3  | 1 | 2 | 2  | 4  | 1   |
| 4 | Kristjan Kaljurand / Raul Käsner   | 3  | 0 | 3 | 0  | 6  | 0   |

| Date    | Paire 1                          | Score        | Paire 2                          |
| ------- | -------------------------------- | ------------ | -------------------------------- |
| 24 juin | Kristjan Kaljurand / Raul Käsner | 17-21, 10-21 | Thom Gicquel / Ronan Labar       |
| 24 juin | Marcus Ellis / Chris Langridge   | 21-11, 21-13 | Joshua Magee / Paul Reynolds     |
| 25 juin | Marcus Ellis / Chris Langridge   | 21-7, 21-14  | Kristjan Kaljurand / Raul Käsner |
| 25 juin | Joshua Magee / Paul Reynolds     | 10-21, 8-21  | Thom Gicquel / Ronan Labar       |
| 26 juin | Joshua Magee / Paul Reynolds     | 21-19, 21-16 | Kristjan Kaljurand / Raul Käsner |
| 26 juin | Marcus Ellis / Chris Langridge   | 21-15, 21-18 | Thom Gicquel / Ronan Labar       |

### Groupe C
|   | Paires                                        | MJ | G | P | SG | SP | Pts |
| - | --------------------------------------------- | -- | - | - | -- | -- | --- |
| 1 | Vladimir Ivanov / Ivan Sozonov (3)            | 3  | 3 | 0 | 6  | 0  | 3   |
| 2 | Anton Kaisti / Oskari Larkimo                 | 3  | 2 | 1 | 4  | 2  | 2   |
| 3 | Jaromír Janáček / Tomáš Švejda                | 3  | 1 | 2 | 2  | 4  | 1   |
| 4 | Sturla Flåten Jørgensen / Carl Christian Mork | 3  | 0 | 3 | 0  | 6  | 0   |

| Date    | Paire 1                                       | Score        | Paire 2                                       |
| ------- | --------------------------------------------- | ------------ | --------------------------------------------- |
| 24 juin | Vladimir Ivanov / Ivan Sozonov                | 21-9, 21-11  | Anton Kaisti / Oskari Larkimo                 |
| 24 juin | Sturla Flåten Jørgensen / Carl Christian Mork | 13-21, 17-21 | Jaromír Janáček / Tomáš Švejda                |
| 25 juin | Anton Kaisti / Oskari Larkimo                 | 22-20, 21-12 | Jaromír Janáček / Tomáš Švejda                |
| 25 juin | Vladimir Ivanov / Ivan Sozonov                | 21-8, 21-9   | Sturla Flåten Jørgensen / Carl Christian Mork |
| 26 juin | Vladimir Ivanov / Ivan Sozonov                | 21-7, 21-8   | Jaromír Janáček / Tomáš Švejda                |
| 26 juin | Anton Kaisti / Oskari Larkimo                 | 21-17, 22-20 | Sturla Flåten Jørgensen / Carl Christian Mork |

### Groupe D
|   | Paires                                | MJ | G | P | SG | SP | Pts |
| - | ------------------------------------- | -- | - | - | -- | -- | --- |
| 1 | Mark Lamsfuß / Marvin Emil Seidel (4) | 3  | 3 | 0 | 6  | 0  | 3   |
| 2 | Alex Vlaar / Dimitar Yanakiev         | 3  | 2 | 1 | 4  | 2  | 2   |
| 3 | Philip Birker / Dominik Stipsits      | 3  | 1 | 2 | 2  | 4  | 1   |
| 4 | Glib Beketov / Mykhaylo Makhnovskiy   | 3  | 0 | 3 | 0  | 6  | 0   |

| Date    | Paire 1                             | Score        | Paire 2                             |
| ------- | ----------------------------------- | ------------ | ----------------------------------- |
| 24 juin | Glib Beketov / Mykhaylo Makhnovskiy | 10-21, 12-21 | Alex Vlaar / Dimitar Yanakiev       |
| 24 juin | Mark Lamsfuß / Marvin Emil Seidel   | 21-16, 21-15 | Philip Birker / Dominik Stipsits    |
| 25 juin | Philip Birker / Dominik Stipsits    | 10-21, 19-21 | Alex Vlaar / Dimitar Yanakiev       |
| 25 juin | Mark Lamsfuß / Marvin Emil Seidel   | 21-3, 21-15  | Glib Beketov / Mykhaylo Makhnovskiy |
| 26 juin | Philip Birker / Dominik Stipsits    | 21-16, 21-11 | Glib Beketov / Mykhaylo Makhnovskiy |
| 26 juin | Mark Lamsfuß / Marvin Emil Seidel   | 21-10, 21-10 | Alex Vlaar / Dimitar Yanakiev       |

## Phase à élimination directe
Les premiers d'une poule sont opposés à un deuxième de poule, mais deux adversaires en quart de finale ne peuvent pas être issus d'une même poule.
|  |                                     |                                     |                                |               |               |                             |    |            |                                       |            |            |            |  |  |        |        |        |        |        |  |  |
|  | 1/4 de finale                       | 1/4 de finale                       | 1/4 de finale                  | 1/4 de finale | 1/4 de finale |                             |    | 1/2 finale | 1/2 finale                            | 1/2 finale | 1/2 finale | 1/2 finale |  |  | Finale | Finale | Finale | Finale | Finale |  |  |
|  |                                     |                                     |                                |               |               |                             |    |            |                                       |            |            |            |  |  |        |        |        |        |        |  |  |
|  |                                     |                                     |                                |               |               |                             |    |            |                                       |            |            |            |  |  |        |        |        |        |        |  |  |
|  | Kim Astrup Anders Skaarup Rasmussen | (1)                                 | 23                             | 20            | 21            |                             |    |            |                                       |            |            |            |  |  |        |        |        |        |        |  |  |
|  | Kim Astrup Anders Skaarup Rasmussen | (1)                                 | 23                             | 20            | 21            |                             |    |            |                                       |            |            |            |  |  |        |        |        |        |        |  |  |
|  | Thom Gicquel Ronan Labar            |                                     | 21                             | 22            | 17            |                             |    |            |                                       |            |            |            |  |  |        |        |        |        |        |  |  |
|  | Thom Gicquel Ronan Labar            | Kim Astrup Anders Skaarup Rasmussen | 21                             | 22            | 17            | (1)                         | 21 | 21         |                                       |            |            |            |  |  |        |        |        |        |        |  |  |
|  |                                     |                                     |                                |               |               | (1)                         | 21 | 21         |                                       |            |            |            |  |  |        |        |        |        |        |  |  |
|  |                                     |                                     | Vladimir Ivanov · Ivan Sozonov | (3)           | 17            | 17                          |    |            |                                       |            |            |            |  |  |        |        |        |        |        |  |  |
|  | Vladimir Ivanov Ivan Sozonov        | (3)                                 | Vladimir Ivanov · Ivan Sozonov | (3)           | 17            | 17                          | 21 | 21         |                                       |            |            |            |  |  |        |        |        |        |        |  |  |
|  | Vladimir Ivanov Ivan Sozonov        | (3)                                 |                                |               |               |                             |    |            |                                       |            |            |            |  |  |        |        |        |        |        |  |  |
|  | Alex Vlaar Dimitar Yanakiev         |                                     | 15                             | 18            |               |                             |    |            |                                       |            |            |            |  |  |        |        |        |        |        |  |  |
|  | Alex Vlaar Dimitar Yanakiev         |                                     |                                |               |               |                             |    |            | Kim Astrup · Anders Skaarup Rasmussen | (1)        | 17         | 10         |  |  |        |        |        |        |        |  |  |
|  |                                     |                                     |                                |               |               |                             |    |            | Kim Astrup · Anders Skaarup Rasmussen | (1)        | 17         | 10         |  |  |        |        |        |        |        |  |  |
|  |                                     | Marcus Ellis · Chris Langridge      | (2)                            | 21            | 21            |                             |    |            |                                       |            |            |            |  |  |        |        |        |        |        |  |  |
|  | Jelle Maas Robin Tabeling           | Marcus Ellis · Chris Langridge      | (2)                            | 21            | 21            |                             | 16 | 21         | 21                                    |            |            |            |  |  |        |        |        |        |        |  |  |
|  | Jelle Maas Robin Tabeling           |                                     |                                |               |               |                             | 16 | 21         | 21                                    |            |            |            |  |  |        |        |        |        |        |  |  |
|  | Mark Lamsfuß Marvin Emil Seidel     | (4)                                 | 21                             | 17            | 18            |                             |    |            |                                       |            |            |            |  |  |        |        |        |        |        |  |  |
|  | Mark Lamsfuß Marvin Emil Seidel     | (4)                                 | 21                             | 17            | 18            | Jelle Maas · Robin Tabeling |    | 18         | 16                                    |            |            |            |  |  |        |        |        |        |        |  |  |
|  |                                     |                                     |                                |               |               | Jelle Maas · Robin Tabeling |    | 18         | 16                                    |            |            |            |  |  |        |        |        |        |        |  |  |
|  |                                     |                                     | Marcus Ellis Chris Langridge   | (2)           | 21            | 21                          |    |            |                                       |            |            |            |  |  |        |        |        |        |        |  |  |
|  | Anton Kaisti Oskari Larkimo         |                                     | Marcus Ellis Chris Langridge   | (2)           | 21            | 21                          | 17 | 14         |                                       |            |            |            |  |  |        |        |        |        |        |  |  |
|  | Anton Kaisti Oskari Larkimo         |                                     |                                |               |               |                             | 17 | 14         |                                       |            |            |            |  |  |        |        |        |        |        |  |  |
|  | Marcus Ellis Chris Langridge        | (2)                                 | 21                             | 21            |               |                             |    |            |                                       |            |            |            |  |  |        |        |        |        |        |  |  |
|  | Marcus Ellis Chris Langridge        | (2)                                 | 21                             | 21            |               |                             |    |            |                                       |            |            |            |  |  |        |        |        |        |        |  |  |